# 特里默 (加利福尼亞州)
特里默（英語：Trimmer）是位於美國加利福尼亞州弗雷斯諾縣的一個非建制地區。該地的面積和人口皆未知。

## 地理
特里默的座標為36°54′18″N 119°17′46″W / 36.90500°N 119.29611°W，而該地的平均海拔高度為314米（即1030英尺）。